# Sabana arbolada de África austral
La sabana arbolada de África austral (bushveld) es una ecorregión de la ecozona afrotropical, definida por WWF.

## Descripción
Es una ecorregión de sabana que ocupa una extensión de 223.100 kilómetros cuadrados, repartidos entre el nordeste de Sudáfrica, el sur y suroeste de Zimbabue y el este de Botsuana, en la cuenca de los ríos Limpopo y Olifants.
Limita al norte con la sabana arbolada de teca del Zambeze, al noreste con la sabana arbolada de miombo meridional, al este con la sabana arbolada de mopane del Zambeze, al sureste con la pradera montana de los Drakensberg, al sur con la pradera del Alto Veld, al suroeste con la sabana xerófila del Kalahari, y al oeste con la sabana arbolada del Kalahari y el salobral del Zambeze.
La altitud de la región varía entre 750 y 1400 m s. n. m., y la pluviosidad anual entre 350 mm en el oeste y 600 mm en el nordeste.

## Flora
Las llanuras herbáceas de la región, como su nombre indica, están salpicadas de densas agrupaciones de árboles y arbustos. Las hierbas son altas y se vuelven amarillas o pardas en invierno. 

## Fauna
En la región habitan grandes mamíferos, como los rinocerontes blanco (Ceratotherium simum) y negro (Diceros bicornis), la jirafa (Giraffa camelopardalis), el ñu azul (Connochaetes taurinus), el gran kudú (Tragelaphus strepsiceros), el impala (Aepyceros melampus) y otras especies de antílope.

## Estado de conservación
Vulnerable. 
La ganadería extensiva y la expansión urbana son las principales amenazas para esta ecorregión.

## Protección
- En Sudáfrica:
  - Parque Nacional de Pilanesberg
  - Reserva Natural Hans Strydom
  - Reserva Natural de Doorndraai Dam
  - Reserva Natural de Nylsvlei
- En Zimbabue:
  - Parque Nacional de Matopos